# Loja, Spanien
Loja (spanskt uttal: [ˈloxa]) är en stad och kommun i provinsen Granada i den autonoma regionen Andalusien i södra Spanien. Staden ligger vid floden Genil, cirka 49 kilometer väster om Granada. Kommunen har 20 846 invånare (2024), på en yta av 447,49 km². Loja gränsar till kommunerna Algarinejo, Alhama de Granada, Salar, Zafarraya, Alfarnate, Villanueva del Trabuco, Archidona, Villanueva de Tapia, Iznájar, Zagra, Montefrío, Villanueva Mesía och Huétor-Tájar.